# Joachim Hohenzollern
Joachim Franciszek Humbert Hohenzollern, niem. Joachim Franz Humbert von Preußen (ur. 17 grudnia 1890 w Poczdamie, zm. 18 lipca 1920 tamże) – książę Prus.

## Życiorys
Urodził się jako najmłodszy syn cesarza Wilhelma II i jego pierwszej żony cesarzowej Augusty Wiktorii. Dzieciństwo i młodość spędził wraz z rodzeństwem w Pałacu Sanssouci. Pierwsze nauki pobierał od prywatnych nauczycieli podczas pobytu w Domu Książęcym w Plön. Po ukończeniu nauki rozpoczął szkolenie wojskowe. Otrzymał stopień porucznika 1 Pułku Piechoty Gwardii (niem. 1. Garde-Regiment zu Fuß). Podczas I wojny światowej w randze kapitana brał udział w walkach na froncie wschodnim. Został ranny we wrześniu 1914 w bitwie nad Jeziorami Mazurskimi.
Podczas powstania wielkanocnego w Dublinie (Irlandia), w 1916 roku niektórzy republikańscy przywódcy zastanawiali się nad osadzeniem go na tronie niezależnej Irlandii. Po abdykacji ojca w 1918 roku i nieudanym Puczu Kappa w 1920 roku, Joachim nie mógł pogodzić się ze swoim nowym statusem i wpadł w głęboką depresję, która doprowadziła go do samobójstwa. Zastrzelił się 18 lipca 1920 roku. Jego potomkiem jest m.in. jeden z najpoważniejszych kandydatów do rosyjskiego tronu carewicz Jerzy.

## Małżeństwo i rodzina
11 marca 1916 roku ożenił się z księżniczką Marią Augustą z Anhaltu-Dessau (ur. 10 czerwca 1898, zm. 22 maja 1983). Parze urodził się jeden syn:
- książę Karol Franciszek Józef Wilhelm Fryderyk Edward Paweł Pruski (ur. 15 grudnia 1916 w Poczdamie, zm. 22 stycznia 1975 w Chile)

∞ 1940-1946 księżniczka Henrietta Hermine Wanda Ida Luiza Schönaich-Carolath (ur. 25 listopada 1918, zm. 16 marca 1972)
* książę Franciszek Wilhelm Wiktor Krzysztof Stefan Pruski (ur. 3 września 1943), były mąż Marii Władimirownej Romanowej
* książę Franciszek Józef Fryderyk Krytian Karol Erdmann Ludwik Ferdynand Oskar Pruski (3 września – 26 września 1943)
* książę Franciszek Fryderyk Krystian Pruski (ur. 17 października 1944), były mąż Gudrun Winkler
∞ (morg.) 1946-1959 Luise Dora Hartmann (ur. 5 września 1909, zm. 23 kwietnia 1961)
∞ 1959 Doña Eva Maria Herrera y Valdeavellano (ur. 10 czerwca 1922, zm. 6 marca 1987)
* księżniczka Aleksandra Maria Augusta Juana Consuelo Pruska (ur. 29 kwietnia 1960)
* księżniczka Désirée Anastazja Maria Benedykta Pruska (ur. 13 lipca 1961)

## Genealogia
| Prapradziadkowie | król pruski Fryderyk Wilhelm III Hohenzollern (1770–1840) ∞1793 Luiza Augusta von Mecklemburg-Strelitz (1776–1810)                       | wielki książę z Saksonii-Weimar-Eisenach Karol II Fryderyk z Saksonii-Weimar-Eisenach (1783–1853) ∞1804 Maria Pawłowna Romanowa (1786–1859) | książę z Saksonii-Coburg-Gotha Ernest I z Saksonii-Coburga-Gothy (1784–1844) ∞1817 Ludwika Dorota z Saksonii-Gotha-Altenburg (1800–1831) | Edward August Hanowerski (1767–1820) ∞1818 Wiktoria z Saksonii-Coburga-Saalfeld (1786–1861)                                              | książę Szlezwika-Holsztynu Fryderyk Chrystian II ze Szlezwika-Holsztynu-Sonderburga-Augustenburga (1765–1814) ∞1786 Luiza Augusta Oldenburg (1771–1843)         | Chrystian Konrad Danneskjold-Samsøe (?–?) ∞? NN | Karol Ludwik zu Hohenlohe-Langenburg (1762–1825) ∞1786 Amalie Henriette zu Solms-Baruth (1768−1847)                                                             | Emich Carl zu Leiningen (1763–1814) ∞1803 Wiktoria z Saksonii-Coburga-Saalfeld (1786–1861)                                                                      |                                  |
| Pradziadkowie    | cesarz niemiecki Wilhelm I Hohenzollern (1797–1888) ∞1829 Augusta z Saksonii-Weimaru-Eisenach (1776–1810)                                | cesarz niemiecki Wilhelm I Hohenzollern (1797–1888) ∞1829 Augusta z Saksonii-Weimaru-Eisenach (1776–1810)                                   | Albert (książę Wielkiej Brytanii i Irlandii) (1783–1853) ∞1840 królowa Wielkiej Brytanii Wiktoria Hanowerska (1819–1901)                 | Albert (książę Wielkiej Brytanii i Irlandii) (1783–1853) ∞1840 królowa Wielkiej Brytanii Wiktoria Hanowerska (1819–1901)                 | książę Szlezwika-Holsztynu Chrystian August II Szlezwika-Holsztynu-Sonderburga-Augustenburga∋ (1798–1869) ∞ 1820 Ludwika Zofia Danneskjold-Samsøe (1796–1867)   | książę Szlezwika-Holsztynu Chrystian August II Szlezwika-Holsztynu-Sonderburga-Augustenburga∋ (1798–1869) ∞ 1820 Ludwika Zofia Danneskjold-Samsøe (1796–1867)   | Ernest zu Hohenlohe-Langenburg (1794–1860) ∞1828 Anna Teodora zu Leiningen (1807–1872)                                                                          | Ernest zu Hohenlohe-Langenburg (1794–1860) ∞1828 Anna Teodora zu Leiningen (1807–1872)                                                                          |                                  |
| Dziadkowie       | cesarz niemiecki Fryderyk III Hohenzollern (1831–1888) ∞1858 Wiktoria Adelajda z Saksonii-Coburg-Gotha (1840-1901)                       | cesarz niemiecki Fryderyk III Hohenzollern (1831–1888) ∞1858 Wiktoria Adelajda z Saksonii-Coburg-Gotha (1840-1901)                          | cesarz niemiecki Fryderyk III Hohenzollern (1831–1888) ∞1858 Wiktoria Adelajda z Saksonii-Coburg-Gotha (1840-1901)                       | cesarz niemiecki Fryderyk III Hohenzollern (1831–1888) ∞1858 Wiktoria Adelajda z Saksonii-Coburg-Gotha (1840-1901)                       | książę Szlezwika-Holsztynu Fryderyk VIII ze Szlezwika-Holsztynu-Sonderburg-Augustenburg (1829–1880) ∞1856 Adelajda Wiktoria zu Hohenlohe-Langenburg (1835–1900) | książę Szlezwika-Holsztynu Fryderyk VIII ze Szlezwika-Holsztynu-Sonderburg-Augustenburg (1829–1880) ∞1856 Adelajda Wiktoria zu Hohenlohe-Langenburg (1835–1900) | książę Szlezwika-Holsztynu Fryderyk VIII ze Szlezwika-Holsztynu-Sonderburg-Augustenburg (1829–1880) ∞1856 Adelajda Wiktoria zu Hohenlohe-Langenburg (1835–1900) | książę Szlezwika-Holsztynu Fryderyk VIII ze Szlezwika-Holsztynu-Sonderburg-Augustenburg (1829–1880) ∞1856 Adelajda Wiktoria zu Hohenlohe-Langenburg (1835–1900) |                                  |
| Rodzice          | cesarz niemiecki Wilhelm II Hohenzollern (1859–1941) ∞1881 Augusta Wiktoria ze Szlezwika-Holsztynu-Sonderburga-Augustenburga (1858–1921) | cesarz niemiecki Wilhelm II Hohenzollern (1859–1941) ∞1881 Augusta Wiktoria ze Szlezwika-Holsztynu-Sonderburga-Augustenburga (1858–1921)    | cesarz niemiecki Wilhelm II Hohenzollern (1859–1941) ∞1881 Augusta Wiktoria ze Szlezwika-Holsztynu-Sonderburga-Augustenburga (1858–1921) | cesarz niemiecki Wilhelm II Hohenzollern (1859–1941) ∞1881 Augusta Wiktoria ze Szlezwika-Holsztynu-Sonderburga-Augustenburga (1858–1921) | cesarz niemiecki Wilhelm II Hohenzollern (1859–1941) ∞1881 Augusta Wiktoria ze Szlezwika-Holsztynu-Sonderburga-Augustenburga (1858–1921)                        | cesarz niemiecki Wilhelm II Hohenzollern (1859–1941) ∞1881 Augusta Wiktoria ze Szlezwika-Holsztynu-Sonderburga-Augustenburga (1858–1921)                        | cesarz niemiecki Wilhelm II Hohenzollern (1859–1941) ∞1881 Augusta Wiktoria ze Szlezwika-Holsztynu-Sonderburga-Augustenburga (1858–1921)                        | cesarz niemiecki Wilhelm II Hohenzollern (1859–1941) ∞1881 Augusta Wiktoria ze Szlezwika-Holsztynu-Sonderburga-Augustenburga (1858–1921)                        |                                  |
| Probant          | Joachim Hohenzollern (1890–1920) | Joachim Hohenzollern (1890–1920) | Joachim Hohenzollern (1890–1920) | Joachim Hohenzollern (1890–1920) | Joachim Hohenzollern (1890–1920) | Joachim Hohenzollern (1890–1920) | Joachim Hohenzollern (1890–1920) | Joachim Hohenzollern (1890–1920) | Joachim Hohenzollern (1890–1920) |